# 寺尾由布樹
寺尾 由布樹（てらお ゆうき、1977年12月21日 - ）は、日本の俳優、タレント。本名、福薗 由布樹（ふくぞの ゆうき）。
大分県出身。エス・プログレスを経て、現在はStoneValley所属。

## 人物・略歴
元関脇・寺尾を義父（実母の再婚相手、つまり継父）に持つ。年齢差が15歳ほどしかないため、父のことを四股名にあやかって「寺ちゃん」と呼んでいた。
名前の由布樹は出身地の大分の由布岳から命名された。
1997年に蜷川幸雄演出の『身毒丸』オーディションで最終審査で落選するが、蜷川幸雄の目に止まり『ロミオとジュリエット』で本格的に俳優デビューをする。
その後、『残侠ZANKYO』で映画デビューを果たし、舞台を中心に映画・ドラマにて活動をして行き、由布岳から命名された名前の由布樹が大林宣彦監督の目に止まり、『22才の別れ Lycoris 葉見ず花見ず物語』で大林作品にデビューをする。

## 出演

### 映画
- 『残侠ZANKYO』(関本郁夫監督)1999年 - 李役
- 『実録ヒットマン〜妻その愛』（岡田主監督）2002年 - 光治役
- 『サバイバル自衛隊　SO SOLDIER』（久里耕介監督）
- 『歌舞伎町案内人』（張加貝監督）2003年
- 『近江聖人　中江藤樹』（矢田清巳監督）
- 『22才の別れ Lycoris 葉見ず花見ず物語』（大林宣彦監督）2007年
- 『花のあすか組 NEO!』（釣田泰監督）2009年

### ドラマ
- 『爆裂!分身娘』（フジテレビ）1997年 - 目白役
- 『ナオミ』（フジテレビ）1999年 - 新庄昇役
- 『天然少女萬　NEXT〜横浜百夜篇〜』（WOWOW）1999年 - 健次郎役
- 『TEAM』（フジテレビ）1999年 - 細川役
- 『アドベンチャー探偵の事件簿　函館カニ食べ放題殺人事件』（TBS）2000年 - 松野貢役
- 『はみだし刑事情熱系』PART5（テレビ朝日）2000年 - 五十嵐健太役
- 『万引きGメン・二階堂雪(7)逃亡』（TBS）2001年 - 山本博人役
- 『ココだけの話ロト編』（テレビ朝日）2001年 - 田中耕平役
- 『温泉へ行こう4』（TBS）2003年-富田信弘役
- 『仕置き代理人　鏡俊介の痛快事件簿』（フジテレビ）2005年 - 田宮哲也役
- 『国盗り物語』新春ワイド時代劇（テレビ東京）2005年 - 稲葉山城主　斎藤竜興
- 『水戸黄門第42部』 第6話「助さんに見た父の面影-富山-」（TBS / C.A.L）2010年11月15日 - 千之助役

### 舞台
- 『ロミオとジュリエット』　蜷川幸雄演出
- 『ブラボーファイヤーマン』水木英昭演出(SPACE107)
- 『スパイダー』宇治川理斉演出（中野ザ・ポケット）
- 『K.O.B』宇治川理斉演出（池袋芸術劇場）
- 『ゴレンズ 〜この人生には再生紙を使用しています。〜』赤堀二英演出（シアターサンモール）
- 『大正探偵怪奇譚』松田環演出（シアターVアカサカ）
- 『眠れぬ夜のホンキートンクブルース』水木英昭演出（シアターサンモール）
- 『眠れぬ夜のホンキートンクブルース』〜上京編〜　水木英昭演出（シアターグリーン）
- 『眠れぬ夜のストレイドックエレジー』〜蘇洲夜曲〜　水木英昭演出（新国立劇場小劇場）
- 『あした』立川志らく演出（紀伊国屋ホール）

### DVD
『オールナイトロング リターンズ』（GPミュージアム）2001年 - 主演

### CM
『Joyfull Restaurant（ジョイフル）』(2007年)